# 坂野常和
坂野 常和（さかの つねかず、1920年6月14日 - 2011年7月10日）は、日本の実業家。元日本化薬社長。元大蔵省証券局長。

## 家族・親族
父は坂野常善（海軍中将）、叔父は坂野鉄次郎（逓信官僚）、岳父は原安三郎（日本化薬社長・会長）。兄・坂野常房は三菱銀行から日本化学繊維協会の専務理事を、弟・坂野常隆は清水建設副会長をそれぞれ務めた。

## 業績
（本節全体の出典）
神武景気と岩戸景気にわいた時代、大蔵省は証券会社の営業について原則として自主性に委ねる姿勢をとっていた。その結果、庶民に株が身近になるにつれて紛争が増えた。旧証券取引法では法令違反があると認められた証券会社には審問し、営業停止や登録取り消し（当時は免許制ではなく届出制だった）をすることになっていた。それにもかかわらず、審問が行われた件数は、1959年で70件、1960年で59件、1961年で37件と減少した。そして、現在は禁止されている「必ず株価は上がります」という勧誘方法に象徴される強引な営業がまかり通っていた。大蔵省は一応、1959年から1960年にかけて、証券会社の最低資本金の引き上げ、本業（証券会社）と投信委託会社の分離、大手14社に対する累積投資業務の承認、広告宣伝に関する通達、後述する運用預かりに関する通達、店舗新設に関する規則といった一連の措置を講じてはいた。
1962年7月坂野は、措置の一つとして新設されていた理財局証券部証券第二課の課長となり、直ちに証券会社支店の新規開設を禁じた。坂野は先の強引な営業が証券各社の経営を悪化させていることに気づいていた。顧客に売った金融債を引き渡さずに有償で借用し（運用預かり）、これを担保として銀行などから資金を借り入れる冒険的な行為に及んだ会社が、借金漬けと現金不足に陥っていたのである。この年、全国証券会社借入金の約半分2164億円がインターバンクのコールマネーという有様であった。
翌年の7月5日、「証券業者の財務管理等について」という財務官通達（いわゆる坂野通達）を出した。
- 自己資本に対する負債比率、固定比率、有価証券保有比率を制限する。
- 運用預かりについては、純資産の3倍を限度とする

このような通達に証券業界は猛反発して坂野個人を脅迫するに及んだ。しかし、通達を理解する業者もいた。そして、財務体質の悪い証券会社の中には手持ち株を手放さなければならないところも出てきた。
通達から間もない同月18日にアクシデントが起きた。ジョン・F・ケネディ大統領が利子平衡税の実施を明らかにした。翌日は東証開所以来の下げ幅を記録してしまい、これを坂野通達と結びつけて感情的に反発する者が出た。大蔵省内からの批判もあり、結局、田中角栄大蔵大臣の指示により「弾力的に」運用することとなった。結局、証券会社の営業マナーと財務内容は改善しなかった。

## 略歴
- 大正9年6月14日　東京・麻布で生まれる
- 1943年（昭和18年）7月：高等試験行政科を合格
- 1943年（昭和18年）9月　東京帝国大学法学部政治学科 卒業
- 1943年（昭和18年）9月25日　大蔵省入省（監理局配属[5]）
- 1943年（昭和18年）9月　卒職
- 1943年（昭和18年）9月　海軍主計見習尉官・海軍経理学校付
- 1945年（昭和20年）3月　海軍主計大尉
- 1945年（昭和20年）9月　予備役
- 1945年（昭和20年）9月　大蔵省金融局
- 1946年（昭和21年）2月　鹿児島税務署長
- 1947年（昭和22年）5月　大蔵省管理局
- 1948年（昭和23年）7月　同省渉外部
- 1947年（昭和22年）5月　同省大臣官房渉外課
- 1949年（昭和24年）6月　同省大臣官房会計課長補佐
- 1951年（昭和26年）4月　同省主計局主計官付（総理府係主査）
- 1952年（昭和27年）8月　同省主計局主計官補佐（総理府係主査）
- 1953年（昭和28年）5月　関東信越国税局直税部長
- 1955年（昭和30年）9月　大蔵省理財局証券課長補佐
- 1956年（昭和31年）6月　同省理財局総務課長補佐 兼 理財局証券課長補佐
- 1956年（昭和31年）11月　国税庁間税部消費税課長
- 1958年（昭和33年）7月　国税庁直税部法人税課長
- 1960年（昭和35年）7月19日　大蔵大臣秘書官
- 1962年（昭和37年）7月18日　同省大臣官房財務調査官（大臣官房担当）
- 1962年（昭和37年）7月25日　同省理財局証券部証券第二課長
- 1964年（昭和39年）6月18日　同省証券局証券業務課長 兼 証券局投資信託課長
- 1964年（昭和39年）7月3日　同省証券局総務課長 兼 証券局証券業務課長 兼 証券局投資信託課長
- 1964年（昭和39年）7月6日　同省証券局総務課長
- 1966年（昭和41年）7月22日　名古屋国税局長
- 1967年（昭和42年）8月4日　大蔵省大臣官房財務調査官（証券局担当）
- 1968年（昭和43年）6月15日　同省大臣官房審議官（証券局担当）
- 1969年（昭和44年）8月15日　同省理財局次長（旧理財担当）
- 1970年（昭和45年）6月25日　日本銀行政策委員会大蔵省代表委員
- 1971年（昭和46年）6月11日　同省証券局長
- 1973年（昭和48年）6月26日　退官
- 1973年（昭和48年）7月30日　日本化薬株式会社取締役
- 1980年（昭和55年）12月23日　同社代表取締役社長
- 1989年（平成元年）8月30日　同社代表取締役会長
- 2007年（平成19年）8月30日　同社特別相談役
- 2011年（平成23年）7月10日　肺炎のため死去[1]

## 業界団体暦・賞罰・他
- 昭和51年4月27日　同友クラブ 理事
- 昭和53年4月26日　社団法人経済同友会 顧問
- 昭和55年7月10日　社団法人日本橋倶楽部 理事
- 昭和56年2月27日　社団法人クラブ関東 特別顧問
- 昭和58年8月16日　デンマーク王国 ヘンリック殿下名誉賞
- 昭和59年1月31日　社団法人日本工業倶楽部 理事
- 平成7年11月3日　勲二等瑞宝章
- その他　雙葉学園後援会四代目会長